# Municipio de Independence (condado de Washington, Pensilvania)
El municipio de Independence (en inglés: Independence Township) es un municipio ubicado en el condado de Washington en el estado estadounidense de Pensilvania. En el año 2000 tenía una población de 1,676 habitantes y una densidad poblacional de 25 personas por km².

## Geografía
El municipio de Independence se encuentra ubicado en las coordenadas 40°13′42″N 80°28′42″O / 40.22833, -80.47833.

## Demografía
Según la Oficina del Censo en 2000 los ingresos medios por hogar en la localidad eran de $34,539 y los ingresos medios por familia eran $40,865. Los hombres tenían unos ingresos medios de $31,932 frente a los $23,207 para las mujeres. La renta per cápita para la localidad era de $16,355. Alrededor del 9,4% de la población estaban por debajo del umbral de pobreza.